# Tell Arbid
Koordinaten: 36° 52′ 20,5″ N, 41° 1′ 17,6″ O

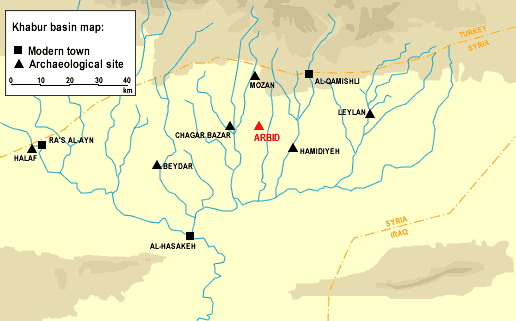
Tell Arbid

Tell Arbid (arabisch تل عربيد, DMG Tall ʿArbīd, kurdisch Tel Arbîd) ist ein Siedlungshügel im Becken des Chabur im Norden Syriens, der auf eine Siedlung zurückgeht, die ihre Blütezeit im 3. Jahrtausend v. Chr. hatte. Doch auch in späteren Epochen erfolgten sporadische Besiedlungen des Haupthügels und der ihn umgebenden vier kleineren Hügel. Der große Hügel ragt bis zu 30 m auf, die fünf Hügel bedecken zusammen eine Fläche von 38 ha. Der Haupthügel birgt vor allem Artefakte aus der Zeit der Mittani, Akkader und der nachfolgenden von Mesopotamien dominierten Reiche. 
Erste Ausgrabungen fanden 1934 bis 1936 unter Leitung von Max Mallowan vom British Museum statt. Die Fundstücke gingen in das British Museum, die Institute of Archaeology Collections am University College London, sowie in das Ashmolean Museum in Oxford. Ein Teil der Funde ging in das zu dieser Zeit von Frankreich als Mandatsmacht des Völkerbundes verwaltete Syrien. Ein Survey wurde in den 1990er Jahren durch Bertille Lyonnet vom Centre National de Recherches Scientifiques in Paris durchgeführt. Ab 1996 grub dort ein polnisch-syrisches Team unter Leitung von Piotr Bieliński von der Universität Warschau, bzw. vom Polish Centre of Mediterranean Archaeology, und von Ahmad Serriyeh von der Universität Damaskus.